# Rickettsiosi vescicolare
La rickettsiosi vescicolare o rickettsialpox è una rara zoonosi causata dal batterio Rickettsia akari, trasmesso all'uomo dalla puntura di alcune specie di acari.

## Epidemiologia
L'agente patogeno della malattia è Rickettsia akari, batterio intracellulare obbligato, di piccole dimensioni, Gram negativo e aerobio. L'uomo è un ospite occasionale che viene contagiato mediante la puntura di acari infetti mentre i serbatoi sono costituiti da piccoli roditori come i topi. Gli acari propagano il batterio anche per via transovarica. Gli acari vettori sono diffusi in tutto il mondo.

## Patogenesi
Penetrata nella circolazione sanguigna, R. akari sfrutta la proteina A di membrana (OmpA) per aderire alle cellule endoteliali dalle quali viene endocitata. Dopo essere stata liberata dall'endotelio viene fagocitata dai macrofagi all'interno di fagolisosomi. Questo batterio è in grado di lisare questi organelli e riprodursi nel citoplasma e nel nucleo cellulare della cellula infetta. In seguito possono penetrare nelle cellule adiacenti grazie ai filopodi. Il risultato è un danno endoteliale che determina sia l'esantema tipico della patologia che l'efflusso di plasma nello spazio extravascolare che può causare ipovolemia ed insufficienza d'organo. L'immunità cellulo-mediata è essenziale per contenere l'infezione mentre l'immunità umorale ha un ruolo secondario dal momento che il batterio è un intracellulare obbligato.

## Clinica
Dopo circa sette giorni dalla puntura di un acaro infetto si verifica la comparsa una papula rossastra di 1 mm di diametro nella sede del morso che si trasforma nell'arco di pochi giorni prima in un'ulcera poi in un'escara. La sintomatologia, ad esordio improvviso, compare dopo un'incubazione di 7-24 giorni (mediamente 9-12 giorni) e consiste in febbre alta, cefalea grave, congiuntivite, mialgie, malessere generale, linfadenopatia, anoressia, sudorazione, fotofobia. Dopo 2-3 giorni si sviluppa un esantema papulare le cui lesioni si trasformano prima in vescicole poi in croste similmente al vaiolo (per questo motivo è detto talvolta "varioliforme" o chiamato rickettsialpox). Le complicanze sono infrequenti e il quadro si risolve dopo 2-3 settimane anche in assenza di antibioticoterapia sebbene questa velocizzi la guarigione.

## Diagnosi
La diagnosi può essere effettuata mediante una biopsia cutanea di una lesione seguita da colorazione con Giemsa o Gimenez ed esame microscopico al fine di evidenziare il batterio all'interno delle cellule infette; è inoltre possibile ricorrere all'impiego di anticorpi marcati con fluoresceina diretti contro antigeni di R. akari.
I metodi diagnostici più utilizzati sono la PCR su sangue e l'immunofluorescenza indiretta volta a rilevare anticorpi diretti contro il lipopolisaccaride e altri antigeni specifici di membrana seguita da Western Blot per distinguere le singole specie. È possibile anche la coltura del batterio dopo prelievo di campioni di sangue o bioptici ma risulta più difficoltosa.

## Trattamento
La terapia è basata sulla somministrazione di doxiciclina per almeno 7 giorni mentre farmaci di seconda linea sono la ciprofloxacina e il cloramfenicolo.